# Nordby Sogn (Samsø Kommune)

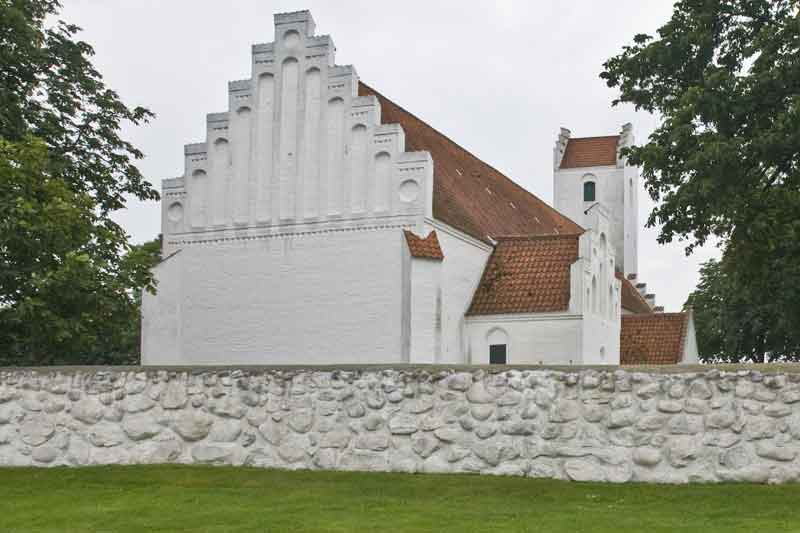
Nordby Kirke

Nordby Sogn ist eine ehemalige Kirchspielsgemeinde (dän.: Sogn)  auf der dänischen Insel Samsø. Bis 1962 gehörte sie zur Harde Samsø  Herred im Holbæk Amt. 1962 wurde sie kommunalpolitisch mit den vier anderen Kirchspielgemeinden der Insel zur Samsø Kommune zusammengeschlossen, die 1970 in das Århus Amt und bei der Kommunalreform zum 1. Januar 2007 in die Region Midtjylland wechselte. Am 1. Mai 2014 wurde die Gemeinde mit den übrigen auf Samsø zum Samsø Sogn zusammengelegt.
Im Kirchspiel lebten am 1. April 2014 430 Einwohner, aktuell 209 im Kirchdorf Nordby (Stand: 1. Januar 2023). Im Kirchspiel liegen die Kirchen „Nordby Kirke“ und „Langør Kirke“.
Nachbarkirchspiel ist im Süden Onsbjerg.